# 灾变·地啸
《灾变·地啸》（英語：10.5: Apocalypse）是2006年的電視迷你剧集，由約翰·拉菲亞編劇和導演。作為2004年《10.5级强烈大地震》的續集，本剧講述了一系列災難性的地质灾害，包括地震、火山爆發、海啸和地陷，所有這些都是由一场世界末日级别的地震引發的。本剧在加拿大製作完成，获得的评价主要是负面的。

## 剧情

### 上集：灾变
西雅圖的一次小地震形成了10.5级地震的导火索，先是摧毁了旧金山，然后是洛杉矶。地震在海底形成了断层线，这反过来又形成了巨大的海啸，使一艘大型遊輪（与瑪麗皇后二號十分相似）倾覆，并对夏威夷州的檀香山造成了巨大破坏。事实证明，这只是一系列地震事件中的第一个。随后，愛達荷州森瓦利的一座死火山被唤醒，紀念碑谷的含水层突然变得不稳定。犹他州國王峰的森林遭到破坏，内华达州博尔德城的米德湖开始升温并超过溢洪道的容量，导致胡佛水壩倒塌。内华达州的拉斯维加斯随后被摧毁，因为酸性水破坏了地下的石灰岩，形成了巨大的地陷，导致许多建筑物直接沉入沙中。最严重的地震事件则是一个巨大的断层在南达科他州地下出现，摧毁了拉什莫尔山，并开始向南向墨西哥湾移动。
位于科罗拉多州的美國地質調查局的地质学家不明白为什么非常罕见甚至不可能发生的地震事件会发生得如此迅速，但萨曼莎·希尔博士记得她的父亲曾经提出理论，认为地球的构造板块会达到最大分离点，届时它们会逆转方向。该理论还指出，在逆转的初期，相关的地震活动将被大大加快。然而，厄尔·希尔博士曾因这一理论被美国地质调查局排斥，于是放弃了地质学，成为一名成功的职业牌手。当拉斯维加斯沉入地下时，他被困在阿特拉斯酒店的赌场里。萨曼莎得出结论，向墨西哥湾行进的巨大断层有可能在到达海洋时重建西部內陸海道。

### 下集：地啸
下集《地啸》以希尔博士在阿特拉斯酒店被完全吞没之前从废墟中获救开始。与此同时，一条巨大的断层线在北达科他州形成，经过南达科他州、內布拉斯加州、堪薩斯州和奧克拉荷馬州。如果它像预测的那样到达德克萨斯州的休斯敦和墨西哥湾，美國中西部将被一个新的海洋所淹没。由于亚利桑那州的塞多纳发生地震，在此过程中摧毁了圣十字教堂，决定下令该地区进行大规模疏散。然而，位于德克萨斯州的一座核电厂正好位于断层的路径上。如果它被摧毁，整个地区和周围数百英里将被核废料所污染。
厄尔·希尔博士想出了一个计划，通过点燃该地区的大量天然气储备，主动打开一个向东延伸的次级断层，将主断层转移到核电站旁边。果然，主断层绕过核电站，停了下来。美国地质调查局的科学家们欢呼雀跃，却发现断层并未被完全阻止。断层再次转向南方，穿过休斯顿中部，到达墨西哥湾，而断层的北端则到达哈德森湾。然而，断层的最终结果与美国地质调查局的预期不同：当水涌入断层时，并没有淹没整个地区，而是形成了一条新的河流般的海路，将美国和加拿大分成了两半。总统宣布，雖然國家現在在地理上分裂，但美國人民在精神上不會分裂。